# Али-паша Ризванбегович

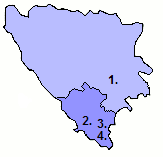
Территория Боснийского эялета под контролем Али-паши Ризванбеговича и его союзников (в более теном оттенке).

Али-паша Ризванбегович-Сточевич (босн. Ali-paša Rizvanbegović; тур. Ali Paşa Rıdvanbegoviç; 1783 — 20 марта 1851) — османский капитан крепости Столац (1813—1833), полунезависимый правитель (визирь) Герцеговинского эялета (1833—1851). Эялет Герцеговина был создан специально для него в награду за помощь в подавлении боснийского восстания под предводительством Хусейна Градашевича против Османской империи. Но позднее он был низложен и казнен без суда и следствия, когда османские власти обнаружили, что он вынашивает планы управлять Герцеговиной независимо от Порты.

## Ранняя жизнь
Али-паша Ризванбегович родился в городе Столац в 1783 году. В 1813 году, будучи тридцатилетним, он был назначен капитаном своего родного города, должность, которую он занимал до 1833 года и которая, как оказалось, будет иметь решающее значение.

## Борьба с боснийскими восставшими
Капитан Столаца Али-паша Ризванбегович был категорически против начавшегося в 1831 году Боснийского восстания под руководством Хусейна Градашевича. Он избрал Столац штаб-квартирой для сил, лояльных османскому правительству. Одним из его главных союзников был Смаил-ага Ченгич, капитан Гацко.
На начальном этапе восстания Али-паша Ризванбегович предоставил убежище в Столаце османскому губернатору Намик-паша, который бежал после захвата повстанцами города Травник. Повстанческая армия выступила из Сараево, чтобы атаковать крепость Столац, но это наступление были приостановлено, когда повстанцы обнаружили, что Намик-паша покинул Столац.
Однако в последние месяцы 1831 года боснийские повстанцы развернули общее наступление против капитанов, лояльным османскому правлению, с тем чтобы положить конец внутренней оппозиции восстанию и подчинить всю Герцеговину своей власти. Повстанческие силы во главе с капитаном Ливно Ибрагим-беком Фидрусом нанесли поражение капитану Любушек Сулейман-бегу.
Эта победа отдала большую часть Герцеговины в руки повстанцев, оставив Столац в изоляции и под осадой восставших. Али-паша Ризванбегович хорошо организовал оборону своей резиденции. В начале марта 1832 года он получил информацию о том, что ряды боснийских повстанцев были истощены из-за зимы и прорвал осаду, контратаковав повстанцев и рассеяв их силы. В то время из Сараево был отправлен отряд повстанцев под командованием Муджаги Златара, чтобы усилить повстанческие силы, осаждавшие Столац, но 16 марта 1832 года, после получения известий о готовящемся крупном наступлении турок-османов, руководство повстанцев отозвало его.
В последующие месяцы османская армия приближалась к Сараево, и Али-паша Ризванбегович продвинулся своим войском, как и его сторонник Смаил-ага Ченгич из Гацко. Их силы прибыли 4 июня в Ступ, небольшую местность на дороге между Сараево и Илиджа, где уже велись длительные интенсивные сражения между главными силами османской армии и повстанческой армией во главе с самим Градашчевичем.
Герцеговинские отряды лоялистов прорвали оборону, которую Хусейн Градашчевич держал на своем фланге, и присоединились к османской армии. Подавленная неожиданным нападением сзади, повстанческая армия была вынуждена отступить в город Сараево, где их лидеры решили, что дальнейшее военное сопротивление будет бесполезным. Османская армия вступила в Сараево 5 июня, а Хусейн Градашчевич отправился в изгнание в Австрию.

## Визирь Герцеговины
Верность османскому правительству в момент кризиса и значительный военный успех в этом деле явно давали Али-паше Ризванбеговичу право на достойную награду. В 1833 году султан Махмуд II присвоил Али-паше звание визиря, а также предоставив ему выбор, какой территорией он хочет управлять. Али-паша попросил султана выделить Герцеговину из состава Боснийского пашалыка, создать новый пашалык Герцеговина и сделать его новым визирем. Это желание было должным образом исполнено османским султаном. Учитывая, что в Боснийском пашалыке вспыхнуло массовое восстание против османского владычества, в то время как значительная часть Герцеговины оставалась лояльной, султан выделил Герцеговину из состава Боснийского эялета, предоставив большую автономию новому образованию. Однако, хотя в то время Али-паша Ризванбегович рассчитывал эту должность визиря Герцеговины наследственной в своей семье, но после его смерти пашалык Герцеговина был ликвидирован и вновь включен в состава Боснийского пашалыка.
Эялет Герцеговина состоял из 11 санджаков: Мостар (административный центр), Приеполе, Плевля, Чайниче, Невесине, Никшич, Любине, Столац, Почитель, Благай, Томиславград.
Будучи визирем Герцеговины с 1833 по 1851 год, Али-паша Ризванбегович прилагал особые усилия для развития сельского хозяйства и пытался восстановить сильную экономику некогда знаменитого Боснийского эялета. Во время правления Али-паша Ризванбеговича оливки, миндаль, кофе, рис, цитрусовые фрукты и новые овощи стали основными источниками питания.

## Смерть
В то время как Али-паша Ризванбегович надеялся установить наследственный визират, посредством которого он в конечном итоге передаст власть своим потомкам, это противоречило планам османского правительства в отношении региона. Несмотря на помощь Али-паша Резванбеговича в подавлении Боснийского восстания под руководством Хусейна Градашевича, османский султан Абдул-Меджид I подозревал, что Али-паша начинает действовать слишком независимо и опасался, что Герцеговина отделится от империи (султан Махмуд II, который назначил Али-пашу Ризванбеговича визирем Герцеговины, умер в 1839 году). Кроме того, Омер Лютфи-паша, назначенный командующий османской армией в Боснии, узнал, что визирь Али-паша сговорился против него на секретной встрече в Сараево. По приказу Порты Али-паша Ризванбегович был превентивно арестован и впоследствии казнен 20 марта 1851 года Омер Лютфи-пашой. Пашалык Герцеговина был упразднен, а его территория была объединена с Боснийским пашалыком, образовав новое образование, известное как Босния и Герцеговина.